# Spitsstaartbronzemannetje
Het spitsstaartbronzemannetje (Lonchura striata) is een kleine zangvogel behorend tot de familie van de prachtvinken (Estrildidae). De vogel komt voor in India en Zuidoost-Azië.

## Kenmerken
De totale lengte van het spitsstaartbronzemannetje is van kopje tot staartpuntje 10-12 centimeter. Het is een bruin gespikkelde, soms donkerder bruin gekleurde vogel met een witte buik, vaak met bruine streepjes. De vleugels zijn wat donkerder. De vogel heeft een witte stuit en de staart loopt uiteen in twee punten. Er worden ondersoorten onderscheiden die onderling verschillen in de donkerte van het bruin en het verenkleed op de buik.

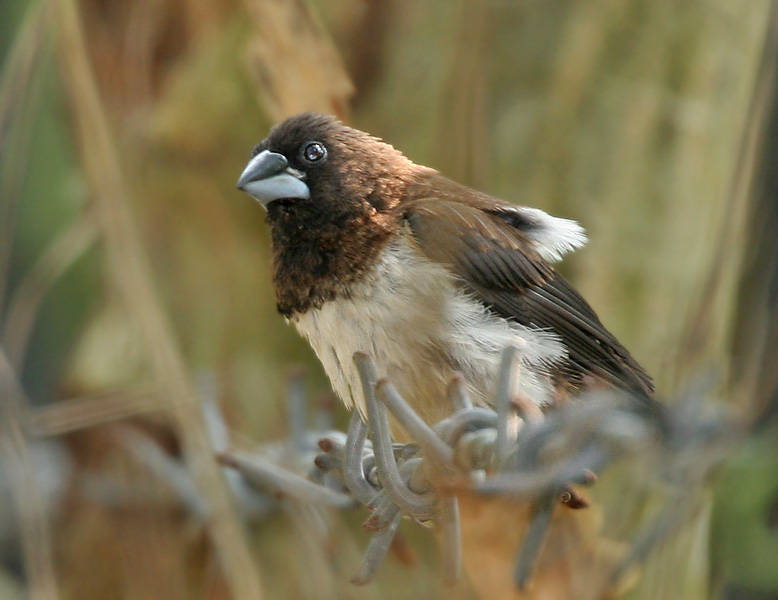
Ondersoort Lonchura striata acuticauda in West-Bengalen (India)

## Verspreiding en leefgebied
Het spitsstaartbronzemannetje komt voor in een groot gebied waarbinnen zes ondersoorten worden onderscheiden:
- L. striata acuticauda in Nepal, Noord-India, Bangladesh tot Noord-Indochina
- L. striata striata in Midden- en Zuid-India en Sri Lanka
- L. striata fumigata Andamanen.
- L. striata semistriata Nicobaren
- L. striata subsquamicollis West-Maleisië tot zuiden van Indochina
- L. striata swinhoei Midden- en Oost-China, Taiwan

Uit gevangenschap ontsnapte vogels vormen in Japan verwilderde populaties. Het is een vogel van secondair bos en agrarisch landschap zoals rijstvelden tot op een hoogte van 1500 m boven de zeespiegel.
Het spitsstaartbronzemannetje heeft een enorm groot verspreidingsgebied en daardoor alleen al is de kans op de status kwetsbaar (voor uitsterven) uiterst gering. De grootte van de populatie is niet gekwantificeerd. Er is geen aanleiding te veronderstellen dat deze soort prachtvink in aantal achteruit gaat. Om deze redenen staat Het spitsstaartbronzemannetje als niet bedreigd op de Rode Lijst van de IUCN.

## Verzorging als kooivogel
Dit vogeltje is goed in een kooi of volière te houden en is vreedzaam tegenover andere soorten vogeltjes. Het menu bestaat uit kanariezaad, gierst, gepelde haver, fruit en flink wat groenvoer. Als ze jongen hebben moeten ze daarnaast ook een mengsel van geweekt brood, enkele druppels levertraan en fijngemaakt hardgekookt ei aangeboden krijgen. Daarbij moet water, grit en maagkiezel altijd ter beschikking staan. Ze produceren 5-6 witte eitjes per legsel.